# William Shockley (attore)
William Shockley (Lawrence, 17 settembre 1963) è un attore statunitense, noto per il ruolo di Hank Lawson nella serie La signora del West.
Ha preso parte al cast di varie serie e film tra i quali Numb3rs e del film Welcome to Paradise.

## Filmografia parziale

### Cinema
- RoboCop, regia di Paul Verhoeven (1987)
- Howling V - La rinascita (Howling V - The Rebirth), regia di Neal Sundstrom (1989)
- Le avventure di Ford Fairlane (The Adventures of Ford Fairlane), regia di Renny Harlin (1990)
- Nei panni di una bionda (Switch), regia di Blake Edwards (1991)
- Incubo d'amore (Dream Lover), regia di Nicholas Kazan (1993)
- Showgirls, regia di Paul Verhoeven (1995)

### Televisione
- Freddy's Nightmares – serie TV, un episodio (1989)
- Due come noi (Jake and the Fatman) – serie TV, un episodio (1990)
- Paradise – serie TV, un episodio (1990)
- Alien Nation – serie TV, un episodio (1990)
- It's Garry Shandling's Show – serie TV, un episodio (1990)
- Hardball – serie TV, un episodio (1990)
- In viaggio nel tempo (Quantum Leap) – serie TV, un episodio (1990)
- Nasty Boys – serie TV, 2 episodi (1990)
- Lucky/Chances – serie TV, 3 episodi (1990)
- L'ispettore Tibbs (In the Heat of the Night) – serie TV, un episodio (1990)
- I ragazzi della prateria (The Young Riders) – serie TV, 2 episodi (1990-1991)
- Good & Evil – serie TV, 6 episodi (1991)
- La signora del West (Dr. Quinn, Medicine Woman) – serie TV, 120 episodi (1993-1998)
- Jarod il camaleonte (The Pretender) – serie TV, un episodio (1999)
- Nash Bridges – serie TV, un episodio (2000)
- In Justice – serie TV, 2 episodi (2006)
- Numb3rs – serie TV, un episodio (2007)
- NCIS: Los Angeles – serie TV, un episodio (2014)

## Doppiatori italiani
Nelle versioni in italiano delle opere in cui ha recitato, William Shockley è stato doppiato da:
- Roberto Pedicini in Incubo d'amore
- Alberto Mancioppi in La signora del West
- Luca Ward in Showgirls
- Alessandro Ballico in NCIS: Los Angeles
- Dario Oppido in Permettimi di amarti